# Монтегалда
Монтега̀лда (на италиански и на венециански: Montegalda) е малко градче и община в Северна Италия, провинция Виченца, регион Венето. Разположено е на 28 m надморска височина. Населението на общината е 3391 души (към 2015 г.).